# موجينجا كامبوندجي
موجينجا كامبوندجي (مواليد 17 يونيو 1992) هي لاعبة عدو سريع سويسرية، فازت بالميدالية البرونزية في بطولة العالم لألعاب القوى 2019 في سباق 200 متر.

## وصلات خارجية
- موجينجا كامبوندجي على موقع الاتحاد الدولي لألعاب القوى (الإنجليزية)
- موجينجا كامبوندجي على موقع الاتحاد الأوروبي لألعاب القوى (الإنجليزية)
- موجينجا كامبوندجي على موقع الدوري الماسي (الإنجليزية)
- موجينجا كامبوندجي على موقع اللجنة الأولمبية الدولية (الإنجليزية)
- موجينجا كامبوندجي على موقع أوليمبيديا (الإنجليزية)